# Коутсвил (Пенсилванија)
Коутсвил (енгл. Coatesville) град је у америчкој савезној држави Пенсилванија. По попису становништва из 2010. у њему је живело 13.100 становника.

## Демографија
Према попису становништва из 2010. у граду је живело 13.100 становника, што је 2.262 (20,9%) становника више него 2000. године.
| Група             | 2000.         | 2010.         |
| Белци             | 4.040 (37,3%) | 3.565 (27,2%) |
| Афроамериканци    | 5.327 (49,2%) | 6.079 (46,4%) |
| Азијати           | 57 (0,5%)     | 109 (0,8%)    |
| Хиспаноамериканци | 1.165 (10,7%) | 3.008 (23,0%) |
| Укупно            | 10.838        | 13.100        |